# Age of Empires: Definitive Edition
Age of Empires: Definitive Edition és un videojoc d'estratègia en temps real desenvolupat per Forgotten Empires i publicat per Microsoft Studios. És un remaster de Age of Empires, celebrant el 20è aniversari de l'original. Presenta significatives millores visuals, dona suport a resolució 4K, i un ventall de millores significatives comunes a jocs més actuals. També inclou l'expansió Age of Empires: The Rise of Rome de l'original. Després d'un retard, va ser publicat el 20 de febrer de 2018.

## Publicació
El juny de 2017, Adam Isgreen, director creatiu de Microsoft Estudios va anunciar Age of Empires: Definitive Edition a l'Electronic Entertainment Expo 2017 que va ser desenvolupat per Forgotten Empires. Presenta gràfics millorats amb suport per resolució 4K, un banda sonora remasteritzada, i altres millores de jugabilitat. Va ser planejat per ser publicat el 19 d'octubre de 2017, però va ser retardat fins al 20 de febrer de 2018.

## Acollida
Age of Empires: Definitive Edition va ser publicat a través de la botiga de Windows i va ser conegut amb valoracions mixtes o mitjanes, puntuant un 69 sobre 100 en Metacritic. PC Gamer va donar el joc un 60/100, cridant el joc un "sòlid remake d'un joc passat el seu temps". GameSpot Va donar el joc un 6/10, elogiant el seu gràfics 4K i la seua millorada banda sonora però criticant problemes vells encara persistint. Destructoid El va donar un 8/10 però declarat hi hi havia problemes amb el joc multijugador.